# Amtsbezirk Ottenschlag
Der Amtsbezirk Ottenschlag war eine Verwaltungseinheit im Waldviertel in Niederösterreich.
Der Amtsbezirk war der Kreisbehörde in Krems an der Donau unterstellt und besorgte deren Amtsgeschäfte vor Ort. Die Zuständigkeit erstreckte sich neben Ottenschlag auf die damaligen Gemeinden Albrechtsberg, Pernthon, Elsenreith, Gloden, Grafenschlag, Gutenbrunn, Kirchschlag, Kottes, Langschlag, Martinsberg, Moderberg, Moniholz, Münichreith, Neuhof, Großnondorf, Kleinnondorf, Oed, Purk, Reichpolds, Reinprechts, Sallingberg, Schönbach, Spielberg, Traunstein, Ulrichschlag, Voitsau, Voitschlag und Weixelberg.
Der Amtsbezirk umfasste dabei 29 Gemeinden mit 12.548 Einwohnern (lt. Zählung von 1851).